# Шешелети
Шешелети (на грузински: შეშელეთი) е село в Северозападна Грузия, Автономна република Абхазия, Галски район. Населението му е около 373 души (2011).
Разположено е на 38 метра надморска височина в Колхидската низина, на 6 километра северозападно от Гали и на 15 километра източно от брега на Черно море. Селището има предимно грузинско население (главно мегрели), но от 1994 година фактически е под властта на самообявилата се за независима Абхазия.

## Известни личности
Родени в Шешелети
- Илия Векуа (1907 – 1977), математик